# ボスニア語版ウィキペディア
ボスニア語版ウィキペディア（ボスニアごばんウィキペディア、ボスニア語: Wikipedia na bosanskom jeziku）は、ボスニア語で編集されているウィキペディアである。記事数は2万5000項目を超える。